# タピオ・ライサネン
タピオ・ライサネン（Tapio Räisänen、1949年5月10日 - ）は、フィンランド、タイヴァルコスキ出身の元スキージャンプ選手。

## プロフィール
現役時代はカイヌー市のスキークラブ（Kainuun Hiihtoseura）で競技を行った。国際大会で活躍するような選手では無かったが、自国のラハティで開催された世界選手権の代表に抜擢されると70m級で6位入賞、90m級では金メダルを獲得した。他の国際大会では1979年1月6日ジャンプ週間第4戦のインスブルックで9位になったのが目立つ程度である。また、その翌週来日し第7回札幌オリンピック記念国際スキージャンプ競技大会では優勝している。